# Hypostomus pagei
Hypostomus pagei är en fiskart som beskrevs av Jonathan W. Armbruster 2003. Hypostomus pagei ingår i släktet Hypostomus och familjen Loricariidae. Inga underarter finns listade i Catalogue of Life.